# Kabinett Wekerle II

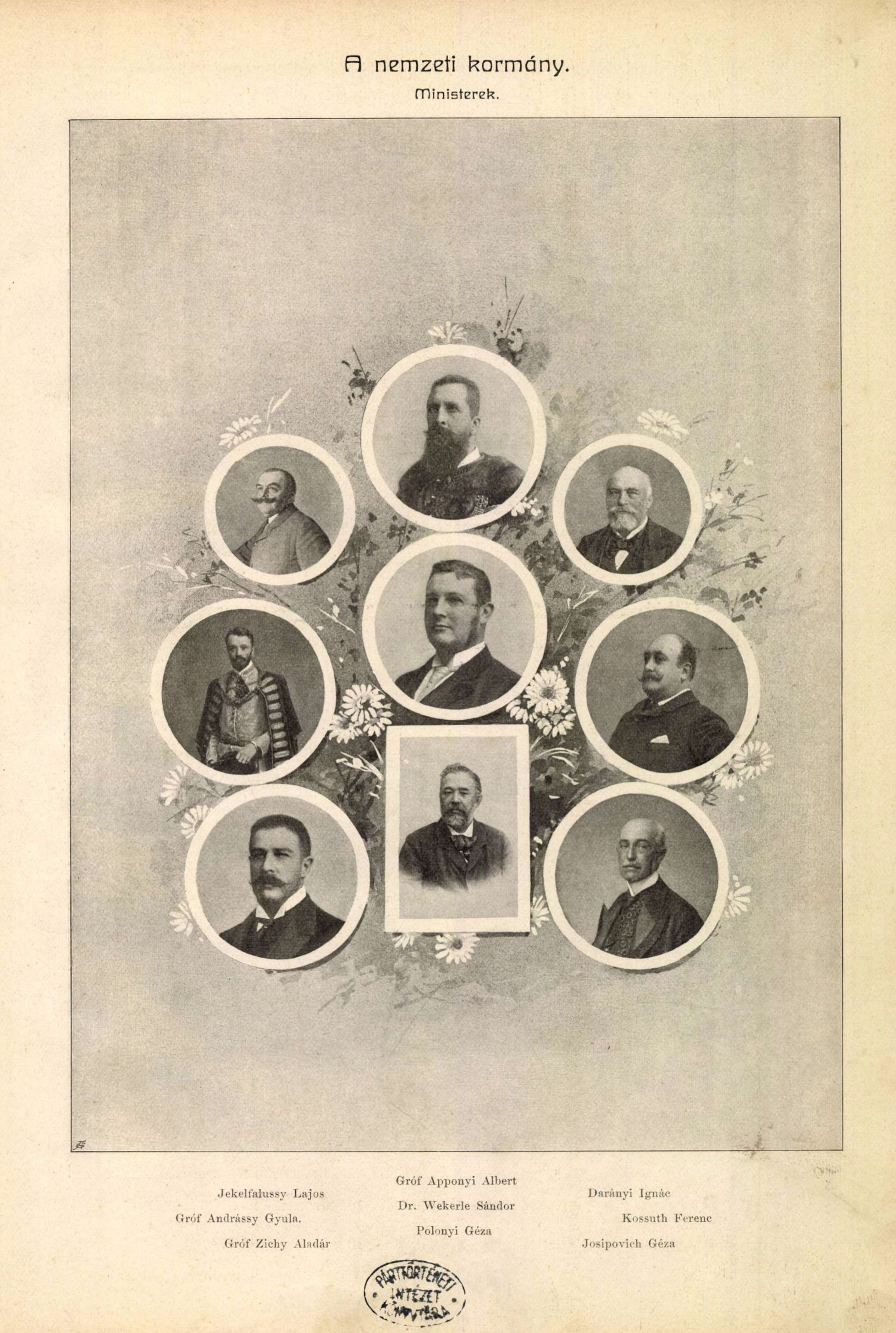
Gruppenbild (1907)

Das Kabinett Wekerle II war die Regierung des Königreichs Ungarn von 1906 bis 1910. Sie wurde nach der Ungarischen Krise vom ungarischen Ministerpräsidenten Sándor Wekerle am 8. April 1906 gebildet und bestand bis 17. Januar 1910.

## Minister
Parteien:
_ Verfassungspartei (Alkotmánypárt)
_ Unabhängigkeitspartei (Függetlenségi Párt)
_ Katholische Volkspartei (Katolikus Néppárt)
_ Kroatische Unionspartei (Horvát Unionista Párt)
| Amt                                       | Amtsträger | Amtsträger               | Beginn der Amtszeit | Ende der Amtszeit  |
| ----------------------------------------- | ---------- | ------------------------ | ------------------- | ------------------ |
| Ministerpräsident, Finanzminister         |            | Sándor Wekerle           | 8. April 1906       | 17. Januar 1910    |
| Minister des Innern                       |            | Gyula Andrássy           | 8. April 1906       | 17. Januar 1910    |
| Minister am Allerhöchsten Hoflager        |            | Aladár Zichy             | 8. April 1906       | 17. Januar 1910    |
| Landesverteidigungsminister               |            | Sándor Wekerle (interim) | 8. April 1906       | 14. April 1906     |
| Landesverteidigungsminister               |            | Lajos Jekelfalussy       | 14. April 1906      | 17. Januar 1910    |
| Minister für Kultus und Unterricht        |            | Albert Apponyi           | 8. April 1906       | 17. Januar 1910    |
| Justizminister                            |            | Géza Polónyi             | 8. April 1906       | 2. Februar 1907    |
| Justizminister                            |            | Antal Günther            | 2. Februar 1907     | 23. September 1909 |
| Justizminister                            |            | Sándor Wekerle           | 23. September 1909  | 17. Januar 1910    |
| Ackerbauminister                          |            | Ignác Darányi            | 8. April 1906       | 17. Januar 1910    |
| Handelsminister                           |            | Ferenc Kossuth           | 8. April 1906       | 17. Januar 1910    |
| Minister für Kroatien-Slawonien-Dalmatien |            | Sándor Wekerle (interim) | 8. April 1906       | 23. April 1906     |
| Minister für Kroatien-Slawonien-Dalmatien |            | Géza Josipovich          | 23. April 1906      | 17. Januar 1910    |